# Streets of SimCity
 (avril 2009).
Si vous disposez d'ouvrages ou d'articles de référence ou si vous connaissez des sites web de qualité traitant du thème abordé ici, merci de compléter l'article en donnant les références utiles à sa vérifiabilité et en les liant à la section « Notes et références ».
Streets of SimCity est un jeu vidéo de course publié en 1997 par Maxis. La nouveauté de ce jeu réside principalement dans le fait que le joueur pouvait se déplacer en voiture dans les villes créées dans SimCity 2000. Le jeu est en 3D, ce qui diffère par rapport aux autres jeux Maxis de l'époque. C'est un des rares jeux de la série Sim sur lequel Will Wright n'a pas travaillé. Malgré des caractéristiques comme la possibilité de charger des villes depuis SimCity 2000 et une excellente bande sonore, le jeu était plutôt connu pour ses bugs tels que des crashs inattendus, des problèmes avec des véhicules bloqués dans les bâtiments, des piétons marchant en arrière et la possibilité de rouler à travers les arbres.
Le jeu est connu pour être le mouton noir de la série Sim car il ne simule en aucune façon la conduite avec précision. En effet, il se focalise plus sur le but de détruire les voitures ennemies, gagner des courses, fuir la police et renverser des vaches. Le jeu peut être contrôlé avec un clavier, un joystick ou une manette de jeu. Le jeu fut principalement populaire parmi les joueurs de SimCity 2000 qui, comme SimCopter, permettait aux joueurs d'explorer les villes de SimCity 2000 créées par soi-même ou par d'autres personnes. Streets of SimCity propose également un mode en réseau dans lequel jusqu'à sept joueurs peuvent se défier.

## Système de jeu
Le jeu offre différents modes de jeu :
- Le mode libre (free roaming mode), dans lequel le joueur peut rouler à travers les villes créées dans SimCity 2000 ou bien dans la cinquantaine de villes déjà incluses dans le jeu. Dans ce mode, il y a quatre niveaux de difficultés : Sunday Driver, Dab Hair Day, Commuter's Revenge, et Crush Hour, le premier n'ayant aucun ennemi à part les policiers et le dernier étant un cauchemar.
- Le mode carrière (career mode), dans lequel le joueur prend part dans une des quatre émissions télévisées, avec des missions présentées comme des épisodes. Le joueur peut choisir parmi quatre différents épisodes, chacun avec un ensemble de sous-épisodes dont la difficulté est croissante. Dans la mission "Zippy's Courier Service", le joueur prend le rôle d'un livreur devant effectuer un certain nombre de livraisons dans un temps imparti, il doit se débarrasser de policiers corrompus et ensuite découvrir un complot à stopper dans la mission "Galahad's Watch", il doit déjouer un plan d'invasion alien dans la mission "Granny's Wild Ride", gagner des courses pour recevoir assez d'argent pour payer le traitement d'un enfant malade dans la mission "Race for Your Life".

### Musique
Le joueur peut choisir parmi un grand nombre de styles de musique différents proposés par le jeu en utilisant une radio en conduisant. Les stations de radio vont du jazz, à la techno en passant par la musique country et le rock. Le garage a une musique composée exclusivement de sons d'outils et de machines ce qui donne un style unique. Certains considèrent la musique comme une des meilleures caractéristiques du jeu, comparée à son mauvais gameplay. De plus, certains morceaux ont été inclus dans le jeu populaire The Sims.

### Armes
Le joueur peut acheter 5 types différents d'armes pour sa voiture. Le nombre d'armes dont la voiture peut être équipée dépend du type de voiture que le joueur a. Le van peut en équiper le plus.
Le fusil-mitrailleur et le lance-roquettes sont les deux armes offensives du jeu et sont placées à l'avant de la voiture.
Les mines, écrans de fumée et nappes d'huile sont les armes défensives et sont placées à l'arrière de la voiture. Le nombre de mines pouvant être placées en même temps dépend du nombre de mines dont la voiture est équipée. Les nappes d'huiles sont inutiles contre les pneus cloutés comme ils maintiennent en permanence l'adhérence sur la route.

### Roues
Il existe différents types de pneus, chacun avec leurs propres niveaux d'adhérence, de durabilité et de prix. Les pneus standards sont fournis par défaut et coûtent le moins d'argent mais ne sont pas conseillés en dehors des routes. Les pneus tout-terrain se comportent mieux en dehors de la route mais ne permettent pas de tourner aussi facilement sur route. Les pneus de course sont pratiquement inutilisables en dehors de la route mais permettent d'effectuer des virages serrés sur route. Cependant, ils s'usent rapidement sous de fortes contraintes. Les pneus cloutés ont un avantage spécial- avec eux, le joueur peut rouler sur des nappes d'huiles sans perdre le contrôle du véhicule.

## Modifications
Il y a quelques mods disponibles pour ce jeu, mais les plus faciles à trouver sont les skin packs qui donnent au joueur plus de choix dans les voitures du jeu. Cependant, la plupart sont basés sur le design original des voitures. Quelques exemples sont la DeLorean de Retour vers le futur, une ambulance, un camion de pompier, et de nouvelles voitures de course.